# الهزارة في أفغانستان (كتاب)
الهزارة في أفغانستان: دراسة تاريخية وثقافية واقتصادية وسياسية هو كتاب عن أصول وتاريخ شعب الهزارة في أفغانستان من تأليف سيد عسكر موسوي.

## طالع أيضًا
- شعب الهزارة وخراسان الكبرى بقلم محمد تقي خفاري
- الهزارة بقلم حسن بولادي